# Rue Sur-les-Foulons
La rue Sur-les-Foulons est une rue ancienne du centre de la ville de Liège (Belgique) qui relie la rue Saint-Georges  à la rue Hongrée parallèlement à la rive gauche de la Meuse.

## Odonymie
Les foulons sont des métiers  à fouler, c'est-à-dire à presser les draperies. Ils étaient mus pour une force hydraulique due à la présence du bief de la Légia qui coulait dans la rue avant de se jeter dans la Meuse.

## Description et localisation
Cette rue pavée plate et rectiligne d'une longueur d'environ 82 m est une voie piétonne placée à l'est de l'îlot Saint-Georges qui, lors de sa construction, dans les années 1970, a supprimé la moitié occidentale de la rue. Avant cette modification, la rue Sur-les-Foulons se poursuivait jusqu'à la rue Saint-Jean-Baptiste et mesurait alors environ 170 m. La voirie assez large (environ 11 mètres) du côté de la rue Saint-Georges se rétrécit progressivement pour ne plus mesurer que deux mètres au carrefour avec la rue Hongrée.

## Architecture

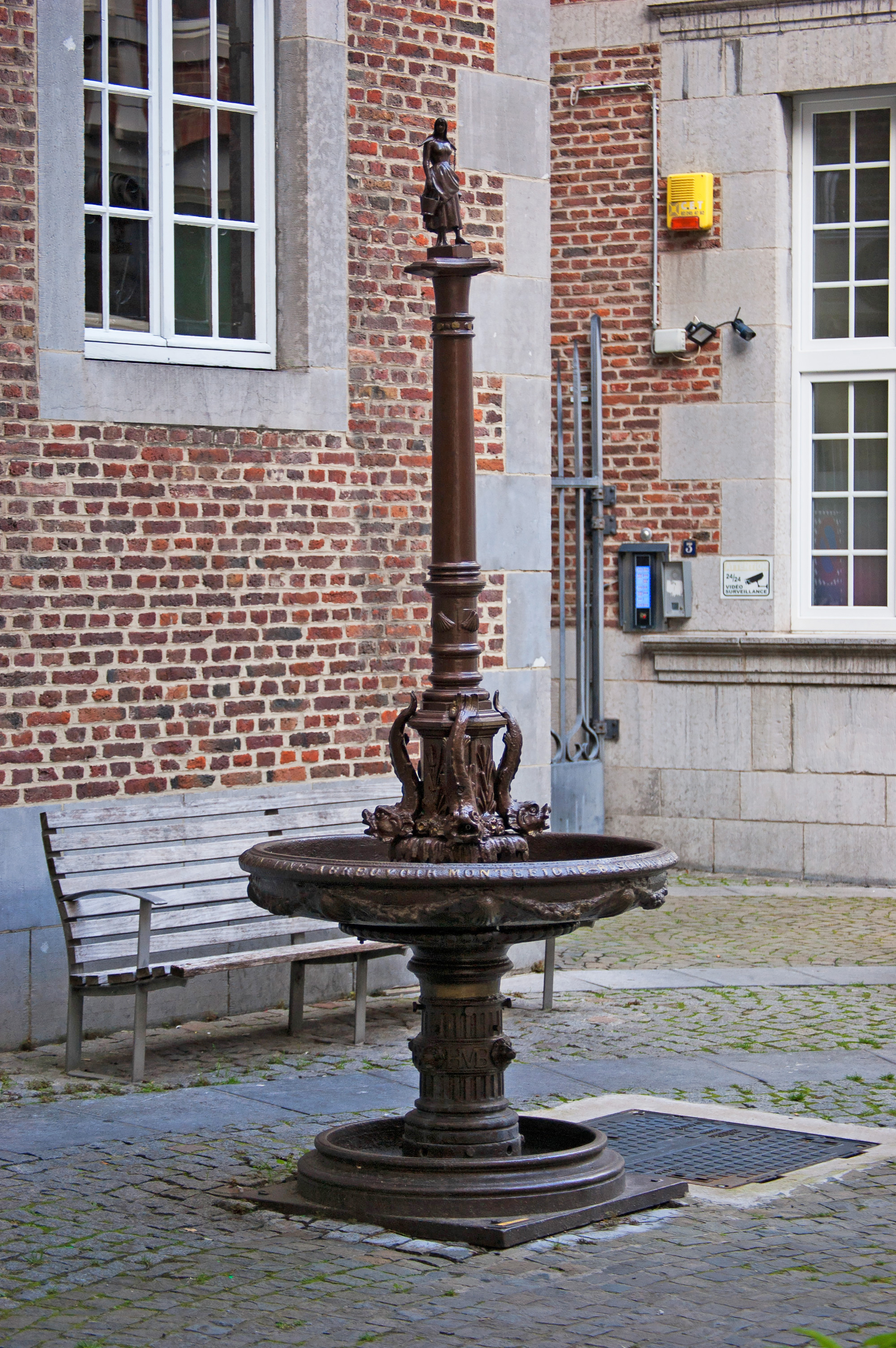
La fontaine Montefiore en 2021.

Cette voie possède un riche patrimoine architectural. Toutefois, quatre bâtiments anciens (XVIIe siècle pour les nos 3 et 5 et XVIIIe siècle pour les nos 7 et 9) que l'on peut aujourd'hui admirer sont en réalité des immeubles originaires d'autres rues du quartier démontés et remontés à cet endroit en 1975 et 1976 sous la direction de l'architecte Jean Francotte.
Cinq autres immeubles sont repris à l'inventaire du patrimoine culturel immobilier de la Wallonie. Parmi eux, la maison de coin avec la rue Saint-Georges (sise au no 2) aurait été érigée dès la fin du XVIe siècle. Et la petite maison située au no 8 dont la porte d'entrée est précédée de quelques marches et la façade en pierres de taille et briques est percée de baies de dimensions différentes suivant l'étage date du XVIIe siècle.
Une fontaine Montefiore se dresse dans la rue côté rue Saint-Georges.

## Voiries adjacentes
- Rue Saint-Georges
- Rue Hongrée
- Quai de Maestricht

### Source et lien externe
- Claude Warzée, « L’îlot Saint-Georges », sur Histoires de Liège, 24 janvier 2017 (consulté le 7 août 2023)